# Microgaster chrysostigma
Microgaster chrysostigma är en stekelart som först beskrevs av Vladimir Ivanovich Tobias 1964.  Microgaster chrysostigma ingår i släktet Microgaster och familjen bracksteklar. Inga underarter finns listade i Catalogue of Life.